# New SPARKS!
「New SPARKS!」（ニュースパークス）は、橋本みゆきの23枚目のシングル。2014年1月22日にLantisから発売された。

## 概要
前作「UN-DELAYED」から約3か月ぶりのリリースとなる。表題曲「New SPARKS!」は、テレビアニメ『咲-Saki- 全国編』のオープニングテーマとして、カップリング曲はテレビアニメ『咲-Saki- 全国編』エンディングテーマとして使用された。
CDジャーナルは、「アニメ・ソング界の実力派ディーヴァにふさわしい、高揚感あふれるポップ・チューンである。」と評した。
橋本がアニメ主題歌のオープニング・エンディングテーマ両方を担当したのは、6枚目のシングル「screaming」以来8年（17作）ぶり、2度目である。

## 収録曲
（全作詞：畑亜貴、全編曲：酒井拓也）
1. New SPARKS! [3:54]
作曲：fandelmale（Arte Refact）
  - テレビアニメ『咲-Saki- 全国編』オープニングテーマ
2. TRUE GATE [4:15]
作曲：酒井拓也（Arte Refact）
  - テレビアニメ『咲-Saki- 全国編』エンディングテーマ
3. New SPARKS!（off vocal）
4. TRUE GATE（off vocal）